# Успение Богородично (Слимница)
Вижте пояснителната страница за други значения на Успение Богородично.
„Успение Богородично“ (на гръцки: Κοιμήσεως της Θεοτόκου) е възрожденска православна църква в костурското село Слимница (Трилофос), Егейска Македония, Гърция. Храмът е част от Костурската епархия.
Храмът е завършен в Горната махала на Слимница на 2 септември 1843 година според надписа на входа. На камък на един от ъглите е изписана годината 1908 – вероятно година на обновяване. В храма служат свещениците Теодорос Цалдикас, Димитрис и Николас. По време на Гражданската война (1946 - 1949) пострадва силно от бомбардировките на правителствената армия, като оцеляват само външните стени и входът с иконата на Богородица над него. В 1992 година край развалините на старата църква е направен малък параклис.
Надписът над южния вход на храма гласи:
| „ | ΚΗΜΗΣΗΣ ΤΗΣ ΗΠΕΡ ΑΓΗΑΣ ΘΕ ΤΩΚΩΥ ΚΟΥ Χ 1843 2 ΣΕΜΤΕ | “ |

## Въшни препратки
- Снимки от църквата „Успение Богородично“